# Beryl Wallace
Beryl Wallace (nacida como Beatrice Heischuber, Nueva York, 29 de septiembre de 1912-Aristes, 17 de junio de 1948) fue una cantante, bailarina y actriz estadounidense.

## Biografía
Nació en Brooklyn, Nueva York en 1912; fue la segunda de nueve hijos de inmigrantes judíos de clase obrera provenientes de Austria.
Persiguiendo una carrera como bailarina, estaba en su adolescencia cuando vio un anuncio de casting en el periódico y consiguió un papel en la producción teatral de Broadway, Vanities de Earl Carroll en 1928, en donde se le anunciaba como "una de las chicas más bellas del mundo".
Adoptó el apellido "Wallace" como su nombre artístico y apareció en seis producciones atrevidas similares que presentaban escasos disfraces para las actrices y desnudez total por primera vez en Broadway.
Beryl Wallace y el productor Earl Carroll iniciaron una relación personal que los llevaría a Hollywood donde ella actuaría en cine y el trabajaría en el Teatro Earl Carroll. La fachada del teatro estaba adornada con lo que en ese momento era uno de los monumentos más famosos de Hollywood: un retrato facial de neón de 20 pies (6,1 m) de altura que representaba la cara de la actriz Beryl Wallace, del cual se puede ver una recreación Archivado el 6 de diciembre de 2017 en Wayback Machine. hoy en Universal CityWalk, en Universal City, como parte de la colección de letreros de neón históricos del Museo de Arte de Neón.
Beryl Wallace hizo su debut cinematográfico en 1934 en un papel no acreditado en la producción cinematográfica de Paramount Pictures de la obra de Broadway de Carroll, Murder at the Vanities. Continuó apareciendo en varios papeles pequeños hasta 1937, cuando coprotagonizó la producción de la película western de Monogram Pictures, Romance of the Rockies con Tom Keene. Esto lo llevó a otro papel coprotagonista en la película de 1938, Air Devils.
A principios de la década de 1940, continuó apareciendo en pequeños papeles, pero también tuvo papeles secundarios en películas western de Republic Pictures que fueron protagonizadas por Roy Rogers y Richard Dix. Mientras actuó en veintidós películas durante un período de diez años, el trabajo principal de Wallace fue como la animadora estrella en el teatro de Earl Carroll.
Durante la Segunda Guerra Mundial, Wallace cantaba semanalmente en dos programas de radio de 15 minutos y los lunes por la noche presentaba un programa de entretenimiento de media hora en la radio NBC llamado Furlough Fun. Además de ayudar a entretener a los soldados en el Masquers Club, los domingos por la tarde era bailarina voluntaria en el Hollywood Canteen.

## Fallecimiento
El 17 de junio de 1948, mientras viajaban de Los Ángeles a Nueva York, Beryl Wallace y Earl Carroll murieron en el accidente del Vuelo 624 de United Airlines en Aristes, Pensilvania. Fueron enterrados juntos en el Jardín de la Memoria en el Cementerio Forest Lawn Memorial Park en Glendale, California.

## Teatro

### Actuaciones en Broadway
- Earl Carroll's Vanities (1940)
- The Women (1936)
- Earl Carroll's Sketch Book (1935)
- Murder at the Vanities (1934)
- Earl Carroll's Vanities (1932)
- Earl Carroll's Vanities (1931)
- Earl Carroll's Vanities (1930)
- Earl Carroll's Vanities (1928)